# هيئة الصحة (دبي)
هيئة الصحة هي الهيئة التي تعني بالشؤون الصحية في إمارة دبي ودورها تكميلي مع وزارة الصحة حيث تعتبر الوزارة أحد أركان الحكومة الاتحادية أما هيئة فتعتبر جزء من الحكومة المحلية لإمارة دبي. يترأس دائرة الصحة والخدمات الطبية سمو الشيخ حمدان بن راشد آل مكتوم نائب حاكم دبي، وزير المالية والصناعة. ويدير المؤسسة مجلس إدارة، ومدير عام الدائرة ومساعد المدير العام للشئون المالية والإدارية ومدراء المستشفيات والرعاية الصحية الأولية.
يشغل منصب مدير عام الهيئة عوض صغير الكتبي، خلفا لحميد محمد عبيد القطامي ، وسبقهما في هذا المنصب قاضي سعيد المروشد وأحمد عتيق الجميري.

## تاريخ
تم تشكيل هيئة الصحة بدبي في عام 2007 بتوجيهات من الشيخ محمد بن راشد آل مكتوم، نائب رئيس الدولة، رئيس مجلس الوزراء، حاكم دبي. تم إطلاق البرنامج في مارس 2008.
قبل إنشاء هيئة الصحة بدبي، كانت الهيئة المشرفة على الرعاية الصحية في الإمارة تُعرف باسم دائرة الصحة والخدمات الطبية، والتي تأسست عام 1973.
بالإضافة إلى الإشراف العام على قطاع الرعاية الصحية في دبي، تقدم هيئة الصحة بدبي خدمات الرعاية الصحية من خلال المستشفيات والمرافق الأخرى التي تقع ضمن اختصاصها المباشر. وتشمل: مستشفى لطيفة ومستشفى دبي ومستشفى راشد ومستشفى حتا، بالإضافة إلى مراكز متخصصة أخرى ومراكز صحية أولية لهيئة الصحة بدبي في جميع أنحاء دبي.
الجوانب الأخرى لخدمات هيئة الصحة بدبي هي:
- إنشاء وضمان تنفيذ سياسات واستراتيجيات الرعاية الصحية في قطاعي الرعاية الصحية العام والخاص في دبي.
- تمكين الشراكات بين مقدمي الرعاية الصحية.
- ترخيص وتنظيم المهنيين والمرافق الطبية.

## أهداف هيئة الصحة في دبي
تهدف هيئة الصحة في دبي تنظيم عمل القطاع الصحي في إمارة دبي بما يحقق التنافسية ويحسن جودة الخدمات الصحية العلاجية، والوقائية، والدوائية المقدمة وفقاً للمعايير العالمية، وتقديم برامج الضمان الصحي للمواطنين والمقيمين والزوار، والعمل على تحسين البنية التحتية في القطاع الصحي الضرورية لجذب وتشجيع المستثمرين، ومواكبة أحث التطورات العالمية في المجال الصحي،  وتعزيز مكانة دبي كمركز صحي عالمي، ومقصد للسياحة العلاجية، بالإضافة لدعم التعليم الطبي والمهني وتشجيع الابتكار واستشراف المستقبل، للوصول إلى مجتمع صحي وسليم والحفاظ على الأمن الصحي لإمارة دبي.

## تاريخ
شاركت هيئة الصحة بدبي في رعاية المؤتمر الدولي السنوي العاشر حول التنظيم الطبي، الذي عُقد في مركز مؤتمرات أوتاوا في أونتاريو، كندا في أكتوبر 2012.

### إصلاح الرعاية الصحية في دبي
في نوفمبر 2013، أعلنت هيئة الصحة بدبي عن قانون جديد يهدف إلى التأكد من أن كل شخص في دبي لديه تأمين صحي خاص به. بالإضافة إلى ضمان حصول كل من السكان المحليين والوافدين في دبي على رعاية طبية ذات جودة عالية وبأسعار معقولة عند الحاجة، فإن القانون من شأنه أيضاً أن يجذب الاستثمار الأجنبي إلى قطاع الرعاية الصحية في دبي ويقلل الكثير من العبء الذي تفرضه تكاليف الرعاية الصحية على عامة الناس.
القانون المعروف باسم نظام التأمين لتطوير الرعاية الصحية في دبي، سيتم تطبيقه في عدة خطوات من أجل مساعدة الأفراد والشركات على التكيف. هذه المراحل هي كما يلي:
المرحلة 1 - 31 أكتوبر 2014: بحلول هذا التاريخ، يجب على الشركات التي تضم 1000 موظف أو أكثر توفير التأمين الصحي لجميع موظفيها.
المرحلة 2 - 31 يوليو 2015: بحلول هذا التاريخ، يجب على الشركات التي تضم 100 موظف أو أكثر توفير التأمين الصحي لجميع موظفيها.
المرحلة 3 - 30 يونيو 2016: بحلول هذا التاريخ، يجب على الشركات التي لديها أي عدد من الموظفين توفير التأمين الصحي لجميع موظفيها. بالإضافة إلى ذلك، سيتعين على الأفراد العاملين اتخاذ ترتيبات للتأمين على أي من معاليهم ، وسيتعين على العائلات الترتيب للتأمين على أي عمال منزليين في عملهم بحلول هذا التاريخ.
بموجب الإصلاح، يتعين على أصحاب العمل ترتيب وتحمل تكاليف التأمين الصحي لموظفيهم ، ولا يمكنهم مجرد توفير بدل للتأمين الذي سيستخدمه موظفوهم بعد ذلك للعثور على التأمين بأنفسهم. وفقاً للدكتور اليوسف، مدير التمويل الصحي في هيئة الصحة بدبي، فإن الشركات التي لا تلتزم بالقانون الجديد يمكن أن تواجه عقوبات بما في ذلك غرامة شهرية لكل موظف غير مغطى، أو حتى عدم تجديد الرخص التجارية.
في حين أن مواطني دولة الإمارات العربية المتحدة المقيمين في دبي سيكونون من مسؤولية حكومة دبي بموجب الإصلاح، يتعين على الرعايا الأجانب القادمين إلى دبي الترتيب لتغطية التأمين الصحي الخاص بهم قبل وصولهم إلى الإمارة، وسيكون التأمين الصحي مسبقاً - شرط الحصول على الإقامة أو تأشيرة الزيارة.
من أجل القيام ببيع التأمين الصحي في دبي بعد الإصلاح، سيُطلب من شركات التأمين والوسطاء ومقدمي الرعاية الصحية الحصول على تصريح من هيئة الصحة بدبي على أساس سنوي. من أجل التحكم في التكاليف بموجب الإصلاح، وضعت هيئة الصحة بدبي أيضاً قائمة أسعار للخدمات الطبية التي يجب على مقدمي الرعاية الصحية الالتزام بها.
فيما يتعلق بمتطلبات منتجات التأمين الصحي نفسها ، أصدرت هيئة الصحة بدبي حداً أدنى من التغطية التي يجب الالتزام بها من قبل جميع السياسات في الإمارة، على الرغم من السماح أيضًا بالتغطية التي تتجاوز الحد الأدنى. تم وضع حدود دنيا متفاوتة لمواطني دولة الإمارات العربية المتحدة والمقيمين المغتربين والزوار. تشمل الخدمات والعلاجات الطبية المحددة المطلوبة بموجب جميع الخطط الصحية الأساسية ما يلي:

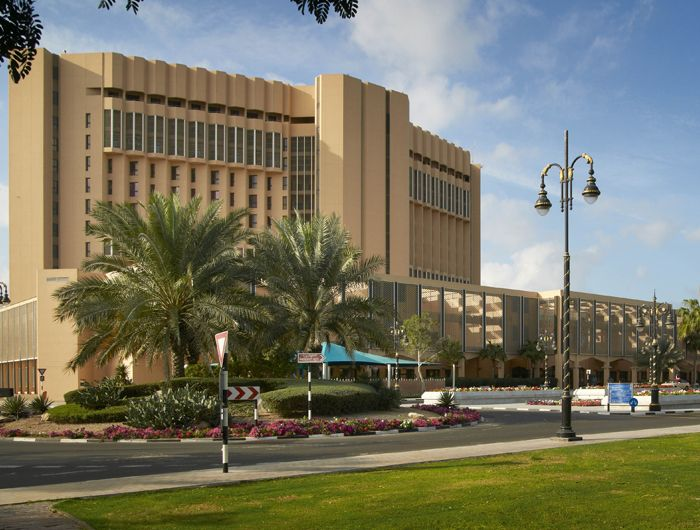
مستشفى دبي

المريض
- الاختبارات
- تشخيص
- علاج
- جراحة
- العلاج الطارئ السريع

التوليد
- العيادات الخارجية قبل الولادة
- الأمومة في العيادات الداخلية
- غطاء لحديثي الولادة

العيادات الخارجية
- مدينة دبي الطبيةفحص

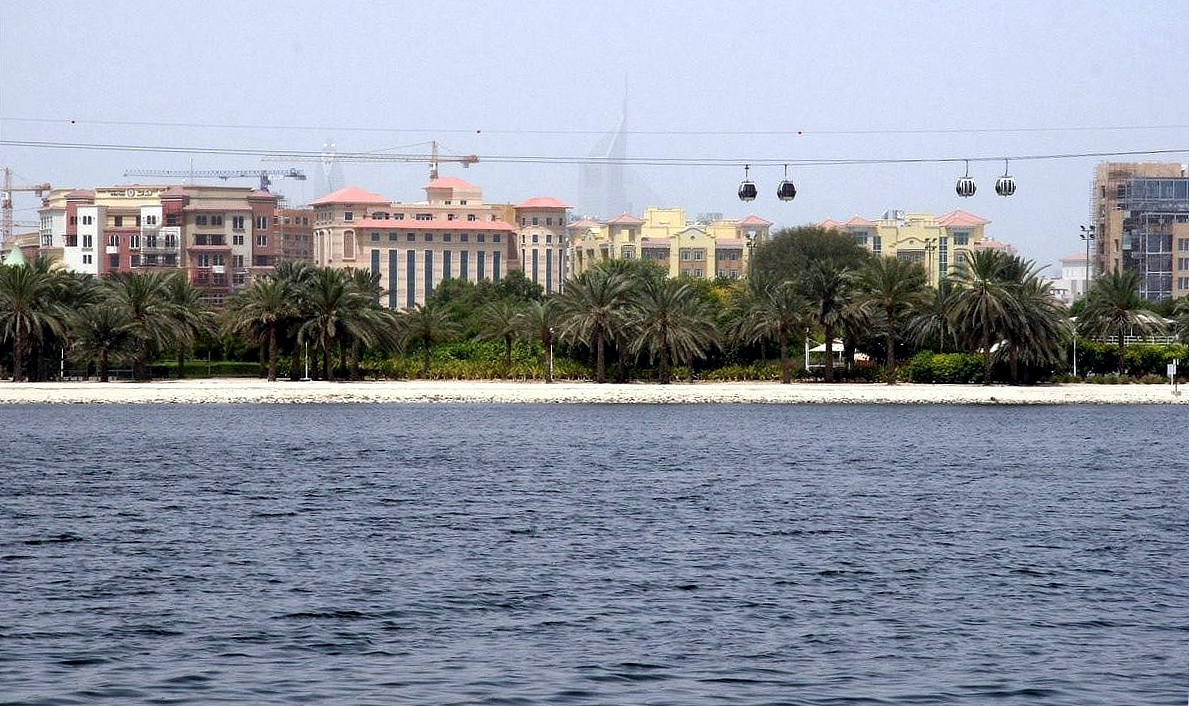
مدينة دبي الطبية

- التشخيص والعلاج من قبل الممارسين العامين
- المتخصصين والاستشاريين
- الفحوصات المخبرية
- خدمات التشخيص بالأشعة
- العلاج الطبيعي
- الأدوية
- اللقاحات والتحصينات
- فحص مرض السكري
- تشخيص وعلاج الأسنان واللثة
- أجهزة السمع والبصر
- الليزر التصحيحي والعلاج الجراحي للرؤية

نتيجة للإصلاح، لن يُسمح لشركات التأمين في دبي بعد الآن برفض التغطية للأفراد بسبب استثناءات الحالة المرضية الموجودة مسبقاً والمزمنة بعد الأشهر الستة الأولى من التغطية.
الحد الأقصى للمزايا السنوية لخطط الرعاية الصحية الأساسية بموجب الإصلاح هو 150 ألف درهم إماراتي، باستثناء مدفوعات التأمين المشترك والمدفوعات القابلة للخصم. علاوة على ذلك ، يمكن أن تصل مدفوعات التأمين المشترك من جانب المؤمن له إلى 20%، وسيتعين رؤية طبيب عام وإحالة قبل أن يتمكن المؤمن له من استشارة المتخصصين.

## السياحة العلاجية في دبي
أسست حكومة الإمارات  بنية تحتية قويةمتناسبة  مع المعايير والمقاييس العالمية مماجعل دبي من الوجهات المميزة للعديد من المرضى، حبث أن عوائد السياحة العلاجية بدبي في عام 2016 بلغت أكثر من 1.4 مليار درهم إماراتي وقد استقبلت   المدينة الطبية في دبي حوالي 32,649 سائح طبي، كما تم تصنيف دبي في عام 2016 في المرتبة 16 ضمن أفضل الوجهات العالمية للسياحة الطبية، كذلك تم عقد مؤتمر السياحة العلاجية في دبي عام 2018  كما استقبلت دبي أكثر من 674 ألف سائح صحي من مختلف قارات العالم خلال العام 2022، وقد تجاوز إجمالي نفقاتهم في 992 مليون درهم

## مُؤسّسة دبي الصِّحية الأكاديميّة
أول نظام صحي أكاديمي متكامل في دبي، تم تأسيسه  عام 2021 لتحسين جودة الرعاية الصحية وتعزيز كفاءتها، للارتقاء بصحة الانسان.وتضم "دبي الصحية" 6 مستشفيات، و26 مركزاً للخدمات العلاجية الخارجية، و20 مركزاً للياقة الطبيّة، إلى جانب جامعة محمد بن راشد للطب والعلوم الصحية ومؤسسة الجليلة.
ومن أيرز مستشفيات مُؤسّسة دبي الصِّحية الأكاديميّة:
- مستشفى الجليلة للأطفال
- مستشفى جبل علي
- مستشفى حتا

- مستشفى دبي
- مستشفى راشد
- مستشفى لطيفة

يوفر النظام الصحي الأكاديمي المتكامل للباحثين مرافق بحثية حديثة، وتكنولوجيا متقدمة وتتضمن  الجهود البحثية للمؤسسة تقديم  ما يزيد عن 1200ورقة بحثية محكّمة و400ورقة بحثية بالتعاون مع أفضل 200 جامعة في العالم ونشر %51من أبحاث المؤسسة في مجلات علمية مرموقة من فئة Q1

## نادي دبي للسياحة العلاجية
برئاسة المهندس عيسى الميدور، مدير عام هيئة الصحة بدبي، يعتبر نادي دبي للسياحة العلاجية مبادرة أنشأتها هيئة الصحة بدبي لإيجاد سبل لتعزيز تطوير السياحة العلاجية واستدامتها في دبي.
وأوضح الميدور أن "الفكرة وراء نادي السياحة العلاجية هي تبادل الأفكار وتلقي الملاحظات والاقتراحات من خبراء الصناعة الرئيسيين حتى تتمكن الهيئة والقطاع الخاص من العمل معًا لضمان استخدامنا لجميع مواردنا للترويج للسياحة العلاجية في دبي".
علاوة على ذلك، فإن أهداف نادي السياحة العلاجية تشمل:
- تسهيل برنامج السياحة العلاجية في دبي.
- الترويج لخدمات السياحة العلاجية في دبي.
- المساهمة بشكل جماعي في استراتيجية السياحة العلاجية في دبي من خلال تحديد الأسواق والخدمات الجديدة.

كما صرحت الدكتورة ليلى المرزوقي، مديرة إدارة التنظيم الصحي في هيئة الصحة بدبي ومديرة مبادرة دبي للسياحة العلاجية، بالمعايير التي يجب أن تكون عضواً في النادي، قائلة: "هناك معيار أهلية للعضوية. في حين أن متطلبات المنشأة والطبيب والمتطلبات السريرية ضرورية لضمان جودة وقدرة المرافق الصحية؛ هناك حاجة إلى متطلبات الضيافة الرئيسية لضمان راحة السائحين الطبيين وأفراد أسرهم".
ومن بين الأعضاء المسجلين البالغ عددهم 24، هناك 15 من المستشفيات، واثنان من مراكز الجراحة، وسبعة ينتمون إلى عيادات متعددة التخصصات.

## منصة "نابض"
منصة «نابض»  تمثل بيئة آمنة وفعالة لتبادل البيانات الصحية الموثوقة، تتيح لمقدمي الرعاية الصحية في القطاعين العام والخاص الوصول إلى سجلات مرضى موحدة، مع الحفاظ على أعلى معايير الخصوصية والدقة والسرعة في تقديم خدمات رعاية صحية متميزة، تدعم منظومة الصحة الرقمية المتنامية في إمارة دبي
وقدقامت منصة «نابض» بربط أكثر من 9.47 ملايين سجل طبي للمرضى، ودمج أكثر من 1300 منشأة صحية، كما تمكنت من مشاركة 81% من العاملين في القطاع الصحي بدبي في المنصة
كما تم دمج التشخيص، والتصوير الطبي، والذكاء الاصطناعي في منصة "نابض"  في سبيل تعزيز  استراتيجية دبي للصحة الذكية

## أكاديمية دبي الصحية للقيادة
أعلنت دبي الصحية عن إطلاقها "أكاديمية دبي الصحية للقيادة"بهدف  تأهيل وإعداد نخبة من القيادات في قطاع الرعاية الصحية وفق نهجٍ مستدامٍ ومبتكر، لرفع مستوى كفاءة العمليات،  لتقديم أفضل رعاية صحية ممكنة للمرضى وعائلاتهم، .
كما تم  إطلاق  برنامج قيادة الأنظمة الصحية في ضوء التعاون الذي جمع دبي الصحية وكلية سعيد لإدارة الأعمال بجامعة أكسفورد،ويتيح البرنامج للمشاركين حضور جلسات تدريب شخصية مع مدربين مؤهلين، ومختصين، والاستفادة من فرصة اكتساب تجارب قيمة يقدمها مجموعة من الخبراء في جامعة أكسفورد

## استراتيجية الصحة النفسية
في 2024أطلقت هيئة الصحة بدبي «استراتيجية الصحة النفسية» ضمن منظومة شاملة ومتكاملة، لتحقيق أعلى درجات الرفاه النفسي في إمارة دبي وتتبنى الاستراتيجية  مجموعة من الأهداف ومن بينها  الكشف المبكر عن أية مؤثرات يمكن أن تحول بين أي شخص وحالته المعنوية والنفسية ومستوى طاقته الإيجابية، ومن ثم التعامل مع هذه المؤثرات وتجاوزها بكل الأساليب المتقدمة.
وتتضمن منظومة الرفاه النفسي 10 مبادرات وسيتم تنفيذها خلال خمس سنوات  بتكلفة تصل إلى 105.08 ملايين درهم وتمثل  فئات كبار السن، والأطفال، وأصحاب الهمم، وذوو الأمراض المزمنة أولوية في المنظومة

## مكتب إدارة الكوارث والأزمات
في عام 2024ضمنت هيئة الصحة بدبي (مكتب إدارة الكوارث والأزمات)  في منظومة الأمن الصحي في إمارة دبي ومهمته الأساسية هي رفع مستوى جاهزية القطاع الصحي في دبي، ودعم  قدراته وتمكينه من التصدي لأية تحديات طارئة أو أزمات صحية، كما يتولى مسؤولية تطوير وإدارة منظومة الطوارئ والأزمات والكوارث

## منصة الفرص
تعد منصة الفرص بوابة إلكترونية في نظام شريان، تطرح الهيئة من خلالها جميع الشواغر المتاحة في القطاع الصحي لإمارة دبي، مما يسهم في تمكين المواهب المستوفية لمتطلبات التسجيل من إيجاد فرص العمل المناسبة.

## جوائز
- 2024 فازت هيئة الصحة بدبي بثلاثة جوائز عن مبادرتها الرائدة في الرعاية الصحية "إجادة" وهي جائزة (الإمارات تبتكر) عن فئة الابتكار الجذري، والمستوى الذهبي في جائزتي (Industry Eagles) عن فئة الابتكار، وجائزة (Globee) عن فئة الابتكار الجذري.[25]
- 2022 جائزة (IDC) التي تمنح سنوياًللمؤسسات الحكومية والخاصة فائقة المستوى في مختلف المجالات التقنية عن نموذجها الرقمي الصحي المشترك.[26]
- حققت هيئة الصحة بدبي جائزتي تميز ضمن دورة العام2021 من جائزة إدارة المستشفيات الآسيوية وذلك على هامش فعاليات المؤتمر الآسيوي الـ20 لإدارة المستشفيات  وفازت الهيئة بالجائزة عن فئتي «التحسين والتطوير المالي» و«التقنيات الصحية الأكثر تقدماً» [27]
- حصدت هيئة الصحة بدبي جائزة " الامتياز في إدارة العمليات" عام 2021 وذلك تقديرا لاستخدامها المتميز والمبتكر لمنصة إدارة العمليات التابعة لشركة "سوفت وير أي جي" في الإمارات و التي ترتكز على الابتكار والتميز وأفضل الممارسات.[28]
- 2019 حصدت هيئة الصحة بدبي 20 جائزة محلية وإقليمية ودولية تشمل مجموعة من جوائز ستيفي العالمية وذهبيتين ضمن جائزة international customer experience بالإضافة لجوائز ستيفي للسيدات في الأعمال وجائزة أفكار الإمارات وجائزة إدارة الإستشارات الدولية، و 3 جوائز إقليمية ودولية عن طريق إدارة سعادة المتعاملين.[29]
- حصلت هيئة الصحة بدبي على ست جوائز متنوعة ضمن جائزة حمدان بن محمد للحكومة الذكية 2015 .وتضمنت الجوائز اثنتين في فئة "أفضل نجم خدمة " وفئة "أفضل فريق ابتكار " وفئة "أفضل خدمة حكومية عبر الهاتف المحمول"و فئة " أفضل شراكة مع الجمهور "إلى جانب فئة " أفضل شراكة مع القطاع الخاص" [30]

## وصلات خارجية
- الموقع الرسمي